# Roy (Utah)
Roy ist eine Stadt im Weber County im US-amerikanischen Bundesstaat Utah. Das U.S. Census Bureau hat bei der Volkszählung 2020 eine Einwohnerzahl von 39.306 ermittelt.

## Geschichte
Die Besiedlung begann 1873 als eine der letzten Siedlungen in der Gegend. 1894 wurde das Postbüro eröffnet. In den ersten Jahren änderte sich der Name der Siedlung mehrfach. Als der Sohn eines örtlichen Lehrers starb, wählte man seinen Vornamen zum Namen des Ortes. 1937 wurde Roy zur Stadt. Im Zweiten Weltkrieg wuchs der Ort, weil militärische Einrichtungen benachbart waren. Noch heute liegt unweit südöstlich ein wichtiger Stützpunkt der United States Air Force. 

## Bildung
Roy ist Standort mehrerer Grundschulen und der Roy High School.

## Tochter der Stadt
- L’Wren Scott (1964–2014), Modedesignerin und Model